# 羊たちの沈黙 (映画)
『羊たちの沈黙』（ひつじたちのちんもく、The Silence of the Lambs）は、1991年のアメリカ合衆国のサイコホラー映画。監督はジョナサン・デミ、出演はジョディ・フォスター、アンソニー・ホプキンス、スコット・グレンなど。原作はトマス・ハリスの同名小説。連続殺人事件を追う女性FBI訓練生と、彼女にアドバイスを与える猟奇殺人犯で元精神科医との奇妙な交流を描く。
第64回アカデミー賞で主要5部門（ビッグ・ファイブ）を受賞。これは同賞史上『或る夜の出来事』、『カッコーの巣の上で』に次ぐ3作目であり、2023年時点で主要5部門受賞を達成した最後の作品である。また、作品賞を受賞した唯一のホラー映画でもある。2011年にはアメリカ国立フィルム登録簿に新規登録された。また、スティーヴン・ジェイ・シュナイダーの『死ぬまでに観たい映画1001本』にも掲載されている。
物語の主役である精神科医で殺人鬼のレクター博士はアンソニー・ホプキンスが演じ、アカデミー主演男優賞を受賞した。続編である『ハンニバル』でもホプキンスがレクターを演じている。もう一方の主役のFBI訓練生、クラリス・スターリングを演じたジョディ・フォスターもアカデミー主演女優賞を受賞しているが、こちらはホプキンスと異なり、続編には出演していない。

## あらすじ
カンザスシティをはじめとしたアメリカ各地で、若い女性を被害者とする連続猟奇殺人事件が発生。川へ遺棄された遺体から皮膚が剥ぎ取られていたことから犯人は「バッファロー・ビル」と呼ばれた。
FBIアカデミーの実習生クラリス・スターリングは、バージニアでの訓練中、行動科学課（BSU）のクロフォード主任捜査官のオフィスに呼び出される。クロフォードは、バッファロー・ビル事件解明のために、監禁中の凶悪殺人犯の心理分析を行っていたが、著名な元精神科医で連続猟奇殺人を犯した囚人ハンニバル・レクターは、FBIへの協力を拒絶していた。クラリスは、クロフォードに代わって事件に関する助言を求めるため、レクターの収監されているボルティモアの州立精神病院に向かう。
レクターはクラリスに興味を持ち、ときに突き放しながら、協力するともちかける。レクターやクロフォードの強かさと底知れなさ、更に殺人事件に携わることへの緊張感から、クラリスは目を背けてきた記憶を引き出される。レクターはクラリスに揺さぶりをかける。
クラリスは保安官だった父親の突然の死、更に引き取られた牧羊家の叔父の家で子羊が屠殺されるのを目にし、衝動的に逃がそうとした過去を明かす。夜明けに来るだろう死を前にしても羊はただ動かず、必死にもがいても何もできない恐怖は、牧場を去り施設に入れられて大人になった現在でもクラリスの心に染み付いていた。
一方、新たに上院議員の娘がバッファロー・ビルに誘拐される事件が発生したため、精神病院院長チルトンは、自身の出世のためにレクターを上院議員に売り込む。議員である母親は、捜査協力の見返りとして、レクターを警備の緩い刑務所へ移送させることを約束する。しかし、レクターは、移送の隙をついて警備の警察官や救急隊員たちを殺害して脱獄を果たす。
一方クラリスは、レクターが示唆した数々のヒントによって犠牲者たちの足跡をたどるうち、犯人と最初の犠牲者が知人だった可能性に気付く。クロフォードたちも真犯人を特定して彼の自宅へ踏み込むが、そこはもぬけの殻だった。そして最初の犠牲者の関係先をあたるクラリスがある住居を訪れると、住人の高齢女性ではなく、その知人だという若い男性が現れる。暗い室内で裁縫道具の数々やメンガタスズメを目にしたクラリスは、この男こそが犠牲者の皮膚でみずからの変容を目指すバッファロー・ビルであると確信し、彼は地下室へ逃げ込む。人質を殺害する周期に当たっているため、規則に反して単身で民家の地下室へ踏み込んだクラリス。恐怖のなか暗闇の中でもがくが、間一髪で犯人を射殺し、人質を無事助け出す。
事件は解決し、その後、同期生たちと共に正式なFBI捜査官となり祝賀会に参加したクラリスの元に、外国へ逃亡したレクターから電話が入る。声を潜めて応えたクラリスに対してレクターは、彼女の心にある子羊たちの鳴き声が消されたかどうかを尋ねる。そして事件解決と捜査官への就任を祝福し、「古い友人を夕食に呼んでいるんだ」（I'm having an old friend for dinner.）という言葉でチルトン殺害をほのめかして通話を終えると、ちょうど飛行場に降り立った彼の背中を追って人混みの中に姿を消した。

## 登場人物
クラリス・スターリング
FBI訓練生。将来有望で期待されている。
ハンニバル・レクター
精神病院に収監されている天才的な精神科医。
ジャック・クロフォード
行動科学課の主任で、クラリスの上司
バッファロー・ビル
巷を騒がせている連続殺人鬼。女性の皮を剥いでいる。
フレデリック・チルトン
精神病院の院長。クラリスがレクターに面会する際に色々と説明をした。
アーディリア・マップ
クラリスのルームメイト。
キャサリン・マーティン
上院議員の娘。
ルース・マーティン
上院議員。
バーニー
精神病院でレクターを担当する看護師。

## キャスト
| 役名                             | 俳優                                    | 日本語吹替                                     | 日本語吹替                                                       | 日本語吹替                              |
| 役名                             | 俳優                                    | VHS版                                          | テレビ朝日版                                                     | DVD・BD版                               |
| -------------------------------- | --------------------------------------- | ---------------------------------------------- | ---------------------------------------------------------------- | --------------------------------------- |
| クラリス・スターリング           | ジョディ・フォスター                    | 勝生真沙子                                     | 戸田恵子                                                         | 佐々木優子                              |
| ハンニバル・レクター             | アンソニー・ホプキンス                  | 金内吉男                                       | 石田太郎                                                         | 堀勝之祐                                |
| ジャック・クロフォード主任捜査官 | スコット・グレン                        | 有川博                                         | 家弓家正                                                         | 有本欽隆                                |
| バッファロー・ビル               | テッド・レヴィン                        | 牛山茂                                         | 曽我部和恭                                                       | 家中宏                                  |
| フレデリック・チルトン医師       | アンソニー・ヒールド                    | 小島敏彦                                       | 堀勝之祐                                                         | 石井隆夫                                |
| アーディリア・マップ             | ケイシー・レモンズ                      | 松本梨香                                       | 高山みなみ                                                       | 湯屋敦子                                |
| キャサリン・マーティン           | ブルック・スミス                        | 喜田あゆ美                                     | 中沢みどり                                                       | 水田わさび                              |
| ルース・マーティン議員           | ダイアン・ベイカー                      | 此島愛子                                       | 谷育子                                                           | 藤木聖子                                |
| バーニー・マシューズ             | フランキー・R・フェイソン               | 有本欽隆                                       | 中村秀利                                                         | 中博史                                  |
| ヘイデン・バークFBI長官          | ロジャー・コーマン                      | 筈見純                                         | 登場シーンカット                                                 |                                         |
| ラマー                           | トレイシー・ウォルター                  | 塚田正昭                                       | 藤城裕士                                                         |                                         |
| ボイル警部補                     | チャールズ・ネイピア                    | 加藤正之                                       | 峰恵研                                                           | 手塚秀彰                                |
| テイト巡査部長                   | ダニー・ダースト                        | 吉水慶                                         | 池田勝                                                           | 田中正彦                                |
| ジム・ペンブリー巡査部長         | アレックス・コールマン                  | 辻親八                                         |                                                                  | 天田益男                                |
| ロデン                           | ダン・バトラー                          | 曽我部和恭                                     | 中田和宏                                                         |                                         |
| ピルチャー                       | ポール・ラザール                        | 小室正幸                                       | 茶風林                                                           | 田中正彦                                |
| ポール・クレンドラー             | ロン・ヴォーター                        |                                                | 仲木隆司                                                         |                                         |
| ビンメル氏                       | ハリー・ノーサップ                      |                                                | 仲野裕                                                           |                                         |
| SWAT司令官                       | クリス・アイザック                      |                                                |                                                                  |                                         |
| マレー捜査官                     | ブレント・ヒンクリー                    |                                                |                                                                  |                                         |
| ジェイコブス捜査官               | シンシア・エッティンガー                |                                                |                                                                  |                                         |
| ステイシー・ハブカ               | ローレン・ロゼリ                        |                                                |                                                                  |                                         |
| エーキン                         | ケネス・ウット                          | 吉水慶                                         |                                                                  |                                         |
| バロウズ捜査官                   |                                         | 辻親八                                         | 水野龍司                                                         |                                         |
| テリー特別捜査官                 | チャック・アバー                        | 荒川太郎                                       |                                                                  |                                         |
| パーキンス保安官                 |                                         | 村松康雄                                       |                                                                  |                                         |
| ラング氏                         | レイブ・レンスキー                      | 北村弘一                                       |                                                                  |                                         |
| ミグス                           | スチュアート・ルーディン                |                                                |                                                                  |                                         |
| 若きクラリス                     | マーシャ・スコロボガトフ                |                                                |                                                                  |                                         |
| クラリスの父                     | ジェフリー・レーン                      | 小室正幸                                       |                                                                  | 田中正彦                                |
| メンフィスのFBI捜査官            | ジョージ・A・ロメロ （ノンクレジット）  |                                                |                                                                  |                                         |
| プレシャス                       | Darla （タレント犬 ビション・フリーゼ） |                                                |                                                                  |                                         |
| その他声の出演                   | その他声の出演                          | 井上喜久子 真地勇志 安永沙都子 坂東尚樹 西宏子 | 田原アルノ 岡村恭子 叶木翔子 坂口哲夫 増谷康紀 永堀美穂 石井隆夫 | 林一夫 秋間登 河相智哉 落合るみ         |
| 日本語版制作スタッフ             |                                         |                                                |                                                                  |                                         |
| 演出                             | 演出                                    | 福永莞爾                                       | 福永莞爾                                                         | 蕨南勝之                                |
| 翻訳                             | 翻訳                                    | 岩佐幸子                                       | たかしまちせこ                                                   | 小川裕子                                |
| 調整                             | 調整                                    | 熊倉亨                                         | 長井利親                                                         | 金谷和美                                |
| プロデュース                     | プロデュース                            | 吉岡美惠子 神部宗之                            | 圓井一夫                                                         |                                         |
| 日本語版制作                     | 日本語版制作                            | 東北新社                                       | ムービーテレビジョン                                             | カルチュア・パブリッシャーズ ビーライン |
| 初回放送                         | 初回放送                                |                                                | 1995年3月19日 『日曜洋画劇場』                                   |                                         |

- KADOKAWAより発売の『羊たちの沈黙 4Kレストア版』Blu-ray・DVDには3種類すべての吹替を収録[4][5]。

## スタッフ
- 監督 - ジョナサン・デミ
- 脚本 - テッド・タリー
- 原作 - トマス・ハリス 『羊たちの沈黙』
- 製作 - エドワード・サクソン（英語版）、ケネス・ウット、ロン・ボズマン（英語版）
- 製作総指揮 - ゲイリー・ゴーツマン
- 音楽 - ハワード・ショア
- 美術 - クリスティ・ズィー（英語版）
- 衣装 - コリーン・アトウッド
- 撮影 - タク・フジモト
- 編集 - クレイグ・マッケイ
- 日本語字幕 - 進藤光太（劇場公開版、ソフト版）[6]、種市譲二（NHK-BS）[7]

## 反響

### 主な受賞
- 第64回アカデミー賞
  - 作品賞：エドワード・サクソン／ケネス・ウット／ロン・ボズマン
  - 監督賞：ジョナサン・デミ
  - 主演男優賞：アンソニー・ホプキンス
  - 主演女優賞：ジョディ・フォスター
  - 脚色賞：テッド・タリー
- 第57回ニューヨーク映画批評家協会賞
  - 作品賞
  - 監督賞：ジョナサン・デミ
  - 主演男優賞：アンソニー・ホプキンス
  - 主演女優賞：ジョディ・フォスター
- 第41回ベルリン国際映画祭
  - 銀熊賞（監督賞）：ジョナサン・デミ
- 第49回ゴールデングローブ賞
  - 主演女優賞 (ドラマ部門)：ジョディ・フォスター
- 第18回サターン賞
  - ホラー映画賞
- 第34回ブルーリボン賞
  - 外国作品賞

### 抗議
- 本作のバッファロー・ビルの描写にあたって、同性愛者差別を助長しかねないとして、同性愛者団体より激しい抗議を受けた。監督のジョナサン・デミは次作『フィラデルフィア』で同性愛を取り上げ、批判に応えた。

## 製作

### 準備
当初、トマス・ハリスから原作権を購入したのは、オライオン・ピクチャーズとジーン・ハックマンであった。当時、オライオン・ピクチャーズとハックマンは提携を結んで権利を購入しており、ハックマン自身が監督を務めると共にジャック・クロフォード役で主演する予定だった。しかし、テッド・タリーが脚本を執筆中にハックマンはプロジェクトから離脱し、その影響で資金調達も途絶えることとなる。だが、オライオン・ピクチャーズは改めて単独で資金調達を担当。後任の監督にジョナサン・デミが決定してからは、プロジェクトは急速に進んだという。

### キャスティング
クラリス役は当初、ジョナサン・デミの希望でミシェル・ファイファーとメグ・ライアンが候補に上がるが、共に本人がオファーを辞退。当初からクラリス役に興味を持ち、デミに自身を売り込んでいたジョディ・フォスターが役を得た。
レクター博士はスタジオ側がショーン・コネリーを希望したが、コネリーはオファーを拒否、第2候補だったホプキンスに役が回ってきた。
本作に登場するバッファロー・ビルの被害者たちの写真は、実在の女優らを使って撮影されたものである。

### 演技およびタイトル
クラリスの上司、ジャック・クロフォードのモデルはロバート・K・レスラーらと共に犯罪捜査におけるプロファイリングの技術を確立したFBI捜査官のジョン・ダグラスである。
アンソニー・ホプキンスによると、レクター博士が発する声は『2001年宇宙の旅』のHAL9000の声と、作家トルーマン・カポーティの話し方を参考にしたという。ちなみに、レクターの日本語吹き替えをVHS版で担当した金内吉男は、HAL9000の吹き替えを持ち役にしていた。
キャサリン・マーティンがカーラジオに合わせて歌う曲は、トム・ペティ&ザ・ハートブレイカーズの「アメリカン・ガール」。バッファロー・ビルが女装する時にBGMにしているのは、アメリカの女性歌手ク・ラザローの「グッバイ・ホーセズ」。レクターが移送中の檻の中で聴いているのは、バッハの「ゴルトベルク変奏曲」である。
タイトルの「羊たち」が指すのは、クラリスの幼少期に救えなかった子羊たちであり、彼女のトラウマである。彼女がFBI捜査官となり上院議員の娘を救うことによって、トラウマを克服する（羊たちの悲鳴が止む）という物語である。

### 公開
クレジットでも確認できるように、本作は元々は1990年に公開予定だった。しかしオライオン・ピクチャーズは同じく1990年に公開だった『ダンス・ウィズ・ウルブズ』とアカデミー賞を分け合うことを嫌い、1991年に延期された。そして同年2月14日のバレンタインデーに公開された。ホラーというジャンルであることに加えて、年の早い時期の公開はアカデミー賞レースに不利と言われていたが、史上3作目の主要5部門受賞を達成し、30年以上経った2023年時点でも4作目は現れていない。

## スピンオフ
映画の1年後を描くドラマシリーズ『Clarice』（原題）が企画されている。